# 에버 인포메이션
에버 인포메이션(AVer Information, 중국어: 圓展科技股份有限公司, 병음: 위안잔 커지 구펀 유셴 공스) (TWSE: 3669)는 투청구, 신베이시, 중화민국에 본사를 둔 교육, 비즈니스 커뮤니케이션 및 무선 프레젠테이션 기술 제조업체이다. 에버는 대화형 화이트보드, 실물화상기(문서 카메라) PTZ 카메라, USB 화상 회의 카메라, 다양한 카메라 지원 소프트웨어뿐만 아니라 모바일 장치 충전 카트 및 캐비닛으로 가장 잘 알려져 있다.

## 역사
궈중쏭은 1990년에 에버미디어 테크놀로지를 설립했다. 2008년 1월, 에버 인포메이션은 에버미디어 그룹 산하의 에버미디어 인포메이션에서 분사하여 교육 및 비즈니스 시장에 집중하는 독립 회사가 되었다. 2010년, 에버는 중화민국 신베이시에 글로벌 본사를 위한 450,000-제곱피트 (42,000 m2) 규모의 건물을 지었다. 2011년 7월 1일, 위안잔은 에버미디어 그룹에서 분리되어 회사 영문명을 에버 인포메이션으로 변경했다. 에버는 2011년 8월 25일 대만 증권거래소에 상장하면서 대만에서 공개 상장 회사가 되었다. 2013년, 에버는 프리몬트 (캘리포니아주)에 새로운 63,000-제곱피트 (5,900 m2) 사무실을 열어 미국으로 사업을 확장했다.
- 2008: 에버 인포메이션이 에버미디어에서 분사했다.
- 2010: 에버는 타이베이에 450,000 ft2 (42,000 m2) 규모의 건물을 글로벌 본사로 지었다.
- 2011년 8월 25일: 에버는 대만 증권거래소(대만 증권거래소: 3669)에 상장 회사가 되었다.
- 2012: 8월, 에버는 새로운 세대의 에버 SF2012H 시리즈 웹캠을 출시했다.
- 2013: 에버는 프리몬트 (캘리포니아주)에 새로운 63,000 ft2 (5,900 m2) 사무실로 미국 지사를 확장했다.
- 2013: 8월, 에버는 새로운 세대의 고화질 화상 회의 제품 에버 EVC130을 출시했다.
- 2014: "사용자 경험 디자인 센터"가 설립되어 인터랙티브 제품 경험을 제공했다.
- 2014: 5월, 에버는 태블릿 및 노트북 충전 카트인 에버 크롬40C를 출시했다.
- 2014: 6월, 에버는 중소기업을 위한 첫 10포인트 온라인 화상 회의 시스템인 에버 EVC900을 출시했다.
- 2017: 에버는 CAM340 허들룸 카메라를 출시했다.[2]
- 2018: 에버는 첫 올인원 사운드바인 VB342를 출시했다.[3]
- 2019: 에버는 줌 인증 올인원 인터랙티브 터치 디스플레이 패널인 EP65를 출시했다.[4]
- 2019: 에버는 기업 비즈니스를 위해 CAM340+, VB342+ 사운드바, CAM520 PRO, VC520 PRO를 출시했다.[5][6][7]
- 2019: VB342+ 사운드바가 줌 인증을 받았다.[8]
- 2020: CAM540, CAM340+, CAM520 PRO, VC520 PRO가 줌 인증을 받았다.[9][10][11]
- 2020: 에버 CAM540과 CAM520 PRO가 마이크로소프트 팀즈 및 비즈니스용 스카이프 인증을 받았다.[12][13]

## 품질 표준
에버는 ISO 9001/14001 및 OHSAS 18001 인증을 받았다.

기업 정보

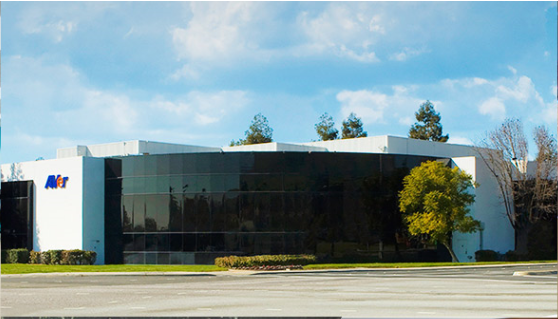
에버 프리몬트 (캘리포니아주) 사무실

에버 인포메이션의 글로벌 운영은 공동 창립자이자 회장인 마이클 궈와 사장인 앤디 시가 중화민국 신베이시에 있는 에버 세계 본사에서 지휘한다. 이 회사는 네덜란드, 영국, 프랑스, 스페인, 중화인민공화국, 일본 및 미국에 7개의 지사를 두고 있으며, 독일, 한국 및 태국에 현지 판매 대리점을 두고 있다. 미국 지사는 미국, 캐나다, 라틴 아메리카의 에버 운영을 담당하며 미국 공동 창립자이자 사장인 아서 페이트가 감독한다.